# الفاو (مدينة مأرب)
الفاو هي إحدى قرى عزلة الاشراف بمديرية مدينة مأرب التابعة لمحافظة مأرب، بلغ تعداد سكانها 621 نسمة حسب تعداد اليمن لعام 2004.